# Великий Фолкмар
Великий Фолкмар (словац. Veľký Folkmar, угор. Nagysolymár) — село, громада в окрузі Ґелніца, Кошицький край, Словаччина. Кадастрова площа громади — 23,10 км². Населення — 907 осіб (за оцінкою на 31 грудня 2017 р.).
Знаходиться за ~6 км на схід від адмінцентра округу міста Ґелніца.
Перша згадка 1336 року.

## Населення
| Рік:            | 1994. | 2004.   | 2014.   | 2024.   |
| --------------- | ----- | ------- | ------- | ------- |
| Кількість осіб: | 916   | 927     | 909     | 873     |
| Різниця:        |       | +1,20 % | -1,94 % | -3,96 % |

| Рік:            | 2023. | 2024.   |
| --------------- | ----- | ------- |
| Кількість осіб: | 876   | 873     |
| Різниця:        |       | -0,34 % |